# QEMU
QEMU (prescurtat pentru Quick EMUlator) este un emulator și virtualizator liber cu sursă deschisă care poate efectua virtualizarea hardware-ului.